# Batavierenpad
Het Batavierenpad (noord F173a, zuid F173b) is de naam van een snelfietsroute in Gelderland. Het Batavierenpad verbindt Nijmegen met de plaats Beuningen.
Er is zowel een noordelijke als een zuidelijke route. De zuidelijke route loopt van Beuningen naar het industriegebied Winkelsteeg en de wijken Goffert en Heijendaal. De noordelijke route gaat van Beuningen via de Van Heemstraweg naar het Station Nijmegen. Hier is ook een aansluiting naar het RijnWaalpad (F325). 